# Hamningberg
Koordinaten: 70° 32′ N, 30° 37′ O

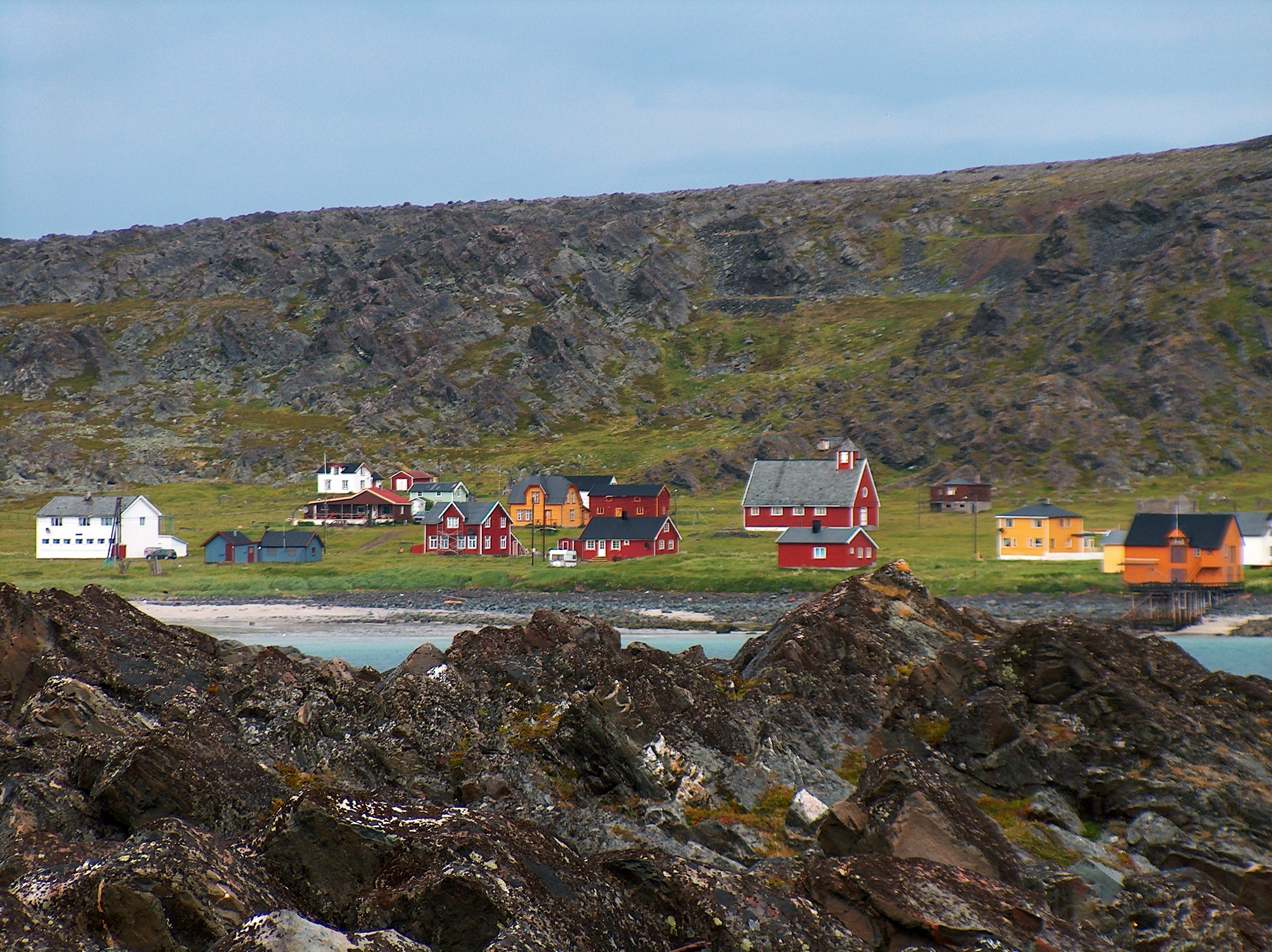
Ortsansicht

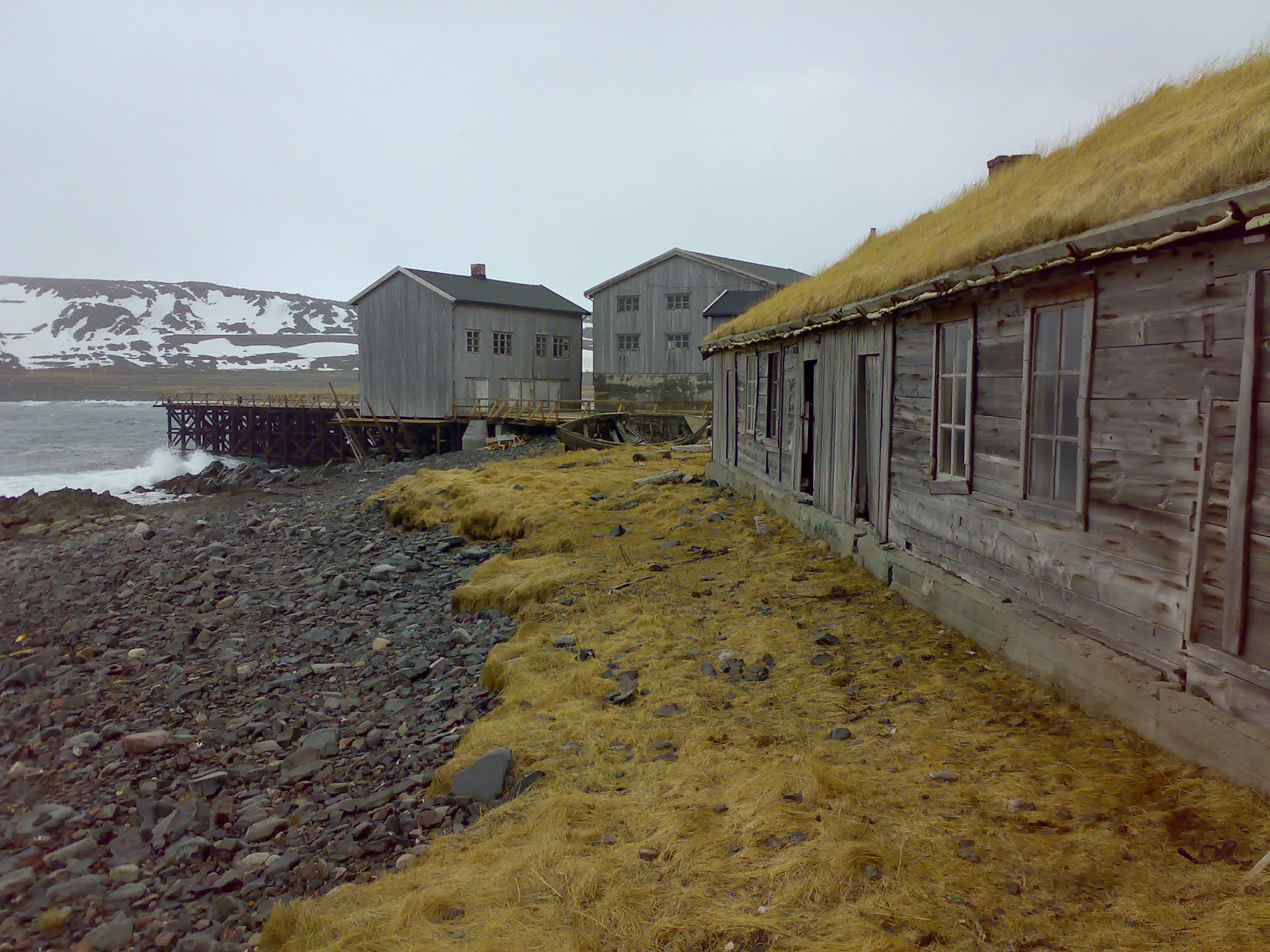
Gebäude im Ort

Hamningberg ist ein verlassenes Fischereidorf in Nord-Norwegen, das heute nur noch als Ferienort genutzt wird. Der Ort an der Barentssee vor der Grenze zu Russland gehört zur Gemeinde Båtsfjord im Fylke Finnmark. Weil das Dorf im Zweiten Weltkrieg von Zerstörungen der deutschen Besatzer verschont blieb, gilt die Bebauung gemäß der Denkmalschutzbehörde Riksantikvaren als die am besten erhaltene unter den Fischersiedlungen in der Finnmark.

## Ruhmestat der Seenotrettung
Der Ort erhielt in Norwegen eine gewisse Berühmtheit durch die Rettungsfahrt der RS 1  COLIN ARCHER, dem ersten Rettungsboot der neu gegründeten norwegischen Seenotrettungsgesellschaft Redningsselskapet. Im Jahr 1894 lag das von Colin Archer konstruierte Segelrettungsboot im Hafen von Vardø als am 20. Mai des Jahres ein heftiger Nordost-Orkan in den Hafen des 20 Kilometer entfernten Hamningberg peitschte. Dort kam mitten im Hafen ein Fischerboot mit 22 Personen an Bord in Seenot. Trotz des Unwetters und schlechter Sicht machte sich der Vormann von RS 1 auf den gefährlichen Weg. Das gleichzeitig gestartete Dampfschiff  HEIMDAL schaffte es nicht durch die steilen Wellen und musste umkehren. Einem Segelboot hatte man gar keine Chancen eingeräumt und hielt die Fahrt für Selbstmord. Doch dem Vormann glückte das Husarenstück mit vielen Wendemanövern in der Hafenbucht und holte alle Personen in Einzelanfahrten von Bord. Ein Anlegen in Hamningberg war nicht möglich und daher segelte die  COLIN ARCHER, zurück. Am gleichen Abend erreichte ein weiterer Hilferuf aus Hamningberg die Retter, die daraufhin nochmals ausliefen. Und wieder gelang es den drei Rettungsmännern 14 Fischer aufzunehmen, deren Schiff anschließend in der Brandung zerschellte.
Die extrem robuste Bauweise mit hoher Stabilität hatte die Fahrt erst möglich gemacht. Colin Archer festigte damit seinen Ruf, den er schon durch den Bau der Fram für die norwegischen Polarforscher erreicht hatte. Die Redningsselskapet beschaffte eine ganze Serie dieser Segelrettungsboote und benannte sie Colin Archer-Klasse. Schiffe dieser Bauart werden heute als Ikonen betrachtet und immer noch als private Sportboote eingesetzt.